# Munstead Wood

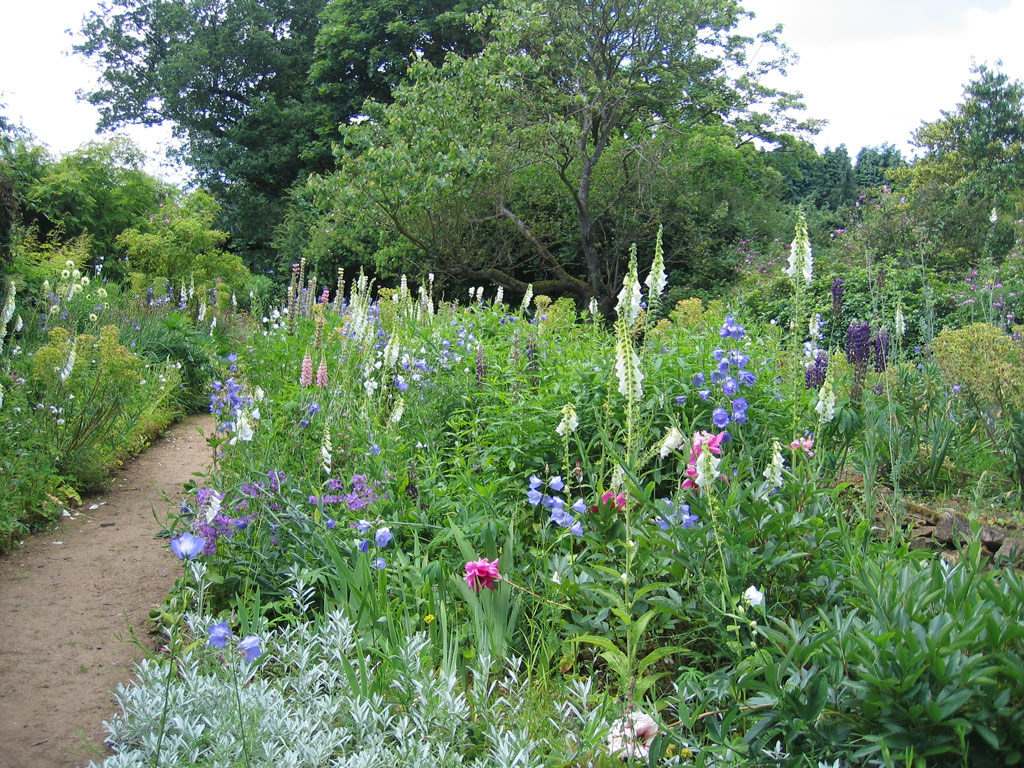
Le jardin d'été, 2009

Munstead Wood est une maison et un jardin classés Grade I à Munstead Heath, Busbridge, à la limite de la ville de Godalming dans le Surrey, en Angleterre, 1 milles au sud-est du centre-ville. Le jardin est créé par la designer de jardins Gertrude Jekyll, et est largement connu grâce à ses livres et à ses articles prolifiques dans des magazines tels que Country Life. La maison de style Arts and Crafts, dans laquelle Jekyll vit de 1897 à 1932, est conçue par l'architecte Edwin Lutyens pour compléter le jardin.
Munstead Wood est le premier d'une série de collaborations influentes entre Lutyens et Jekyll dans la conception de maisons et de jardins. Le nombre de ces collaborations est évalué à environ 120  dont Deanery Garden dans le Berkshire et Hestercombe House dans le Somerset .
L'ensemble de la zone d'origine de la propriété de Jekyll est classé au grade I dans le registre national des parcs et jardins historiques. Depuis l'époque de Jekyll, il est divisé en six parcelles avec différents propriétaires.
La maison principale, qui conserve le nom de Munstead Wood et dont la parcelle contient la plupart des jardins d'origine, est un bâtiment classé de grade I. Les propriétés des autres parcelles, situées au nord et à l'ouest de la maison principale, comprennent également des bâtiments classés conçus par Lutyens, dans les deux catégories inférieures ; il s'agit pour la plupart des dépendances de Jekyll.

## Jardin

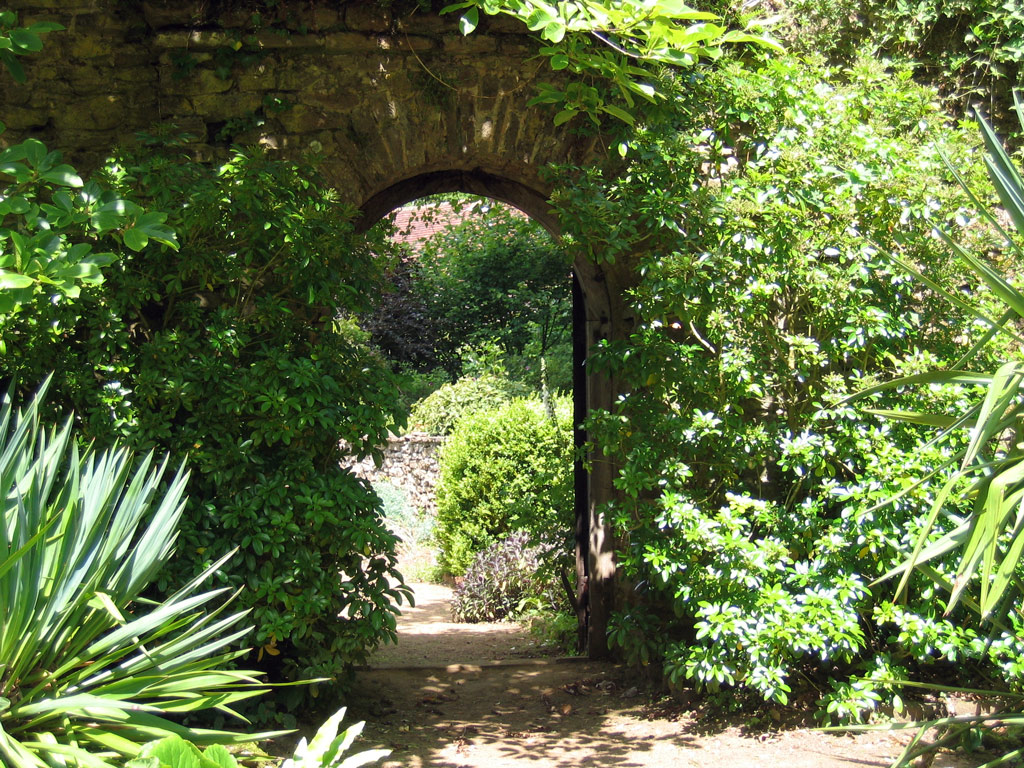
Archway au jardin d'été, 2009

Jekyll achète Munstead Wood en 1882 ou 1883 juste en face de Munstead Heath Road depuis Munstead House  où elle vivait avec sa mère depuis 1878. Une partie de Munstead Heath, Munstead Wood est une zone triangulaire de 15 acres (60 703 m2) au total, en pente ascendante depuis son coin nord-ouest, qui est un champ sablonneux d'ancienne pinède sylvestre  sur sol de bruyère.
Jekyll transforme progressivement Munstead Wood au fil de nombreuses années. Elle permet à la forêt abattue de repousser, mais éclaircit les jeunes arbres  créant des zones de différentes variétés et différentes combinaisons de variétés  et donne à chaque zone ses propres sous-plantations de fleurs et d'arbustes. Le jardin boisé qui en résulte est vu via une série de longues promenades dans les bois. Plus près de la maison, les bois se transforment peu à peu en pelouses . Les jardins saisonniers fleurissent successivement tout au long de l'année : le "jardin de printemps", le "jardin caché", le "jardin de juin"  et la principale bordure herbacée, 200 pieds ( Unité «  » inconnue du modèle {{Conversion}}.) de long, qui fleurit de juillet à octobre . Chaque jardin affiche des nuances de couleurs soigneusement agencées .

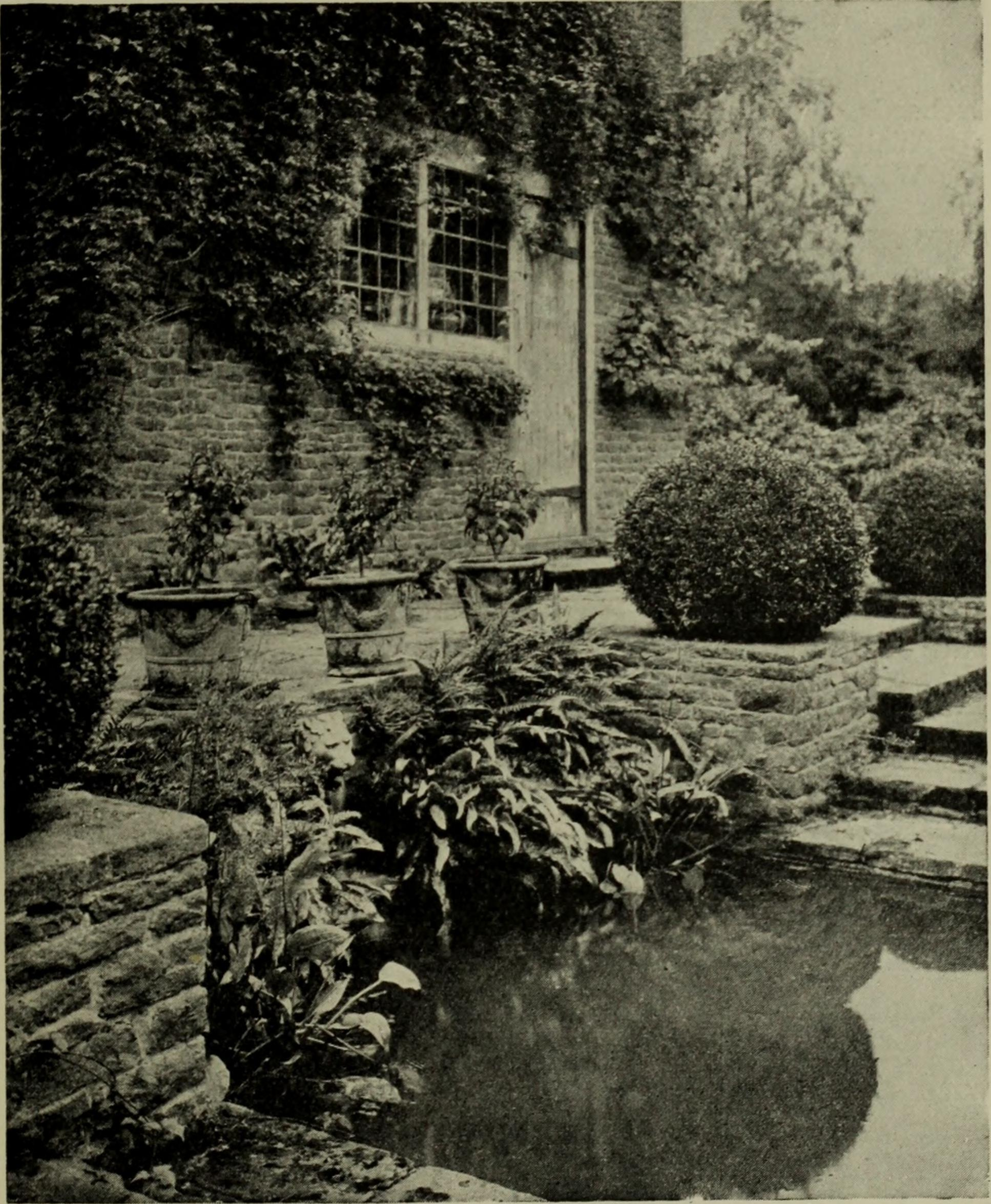
Le Tank au nord de la maison, 1921

Jekyll transforme le terrain inférieur en potager . Il y a aussi une pépinière de plantes à partir de laquelle elle fournit des plantes à ses clients . Elle créé également des variétés améliorées de plantes telles que les primevères Munstead .
Le jardin de Munstead Wood est largement connu grâce aux descriptions et photographies de Jekyll, dans ses livres tels que Wood and Garden (1899), Home and Garden (1900)  et Color in the Flower Garden (1908)  et dans ses nombreux articles, notamment dans Country Life et les magazines de William Robinson The Garden et Gardening Illustrated . William Robinson est un visiteur fréquent . La longue relation de Jekyll avec Country Life commence lorsque le propriétaire Edward Hudson visite Munstead Wood pour la première fois en 1899. Son jardin est notamment illustré dans Country Life les années suivantes par le photographe Charles Latham  et Herbert Cowley .
Les articles sont rédigés et illustrés en détail dans "English Gardens" par Henry Avray Tipping, (publié par Country Life. 1925) à la page 239 de ce livre.

## Maison

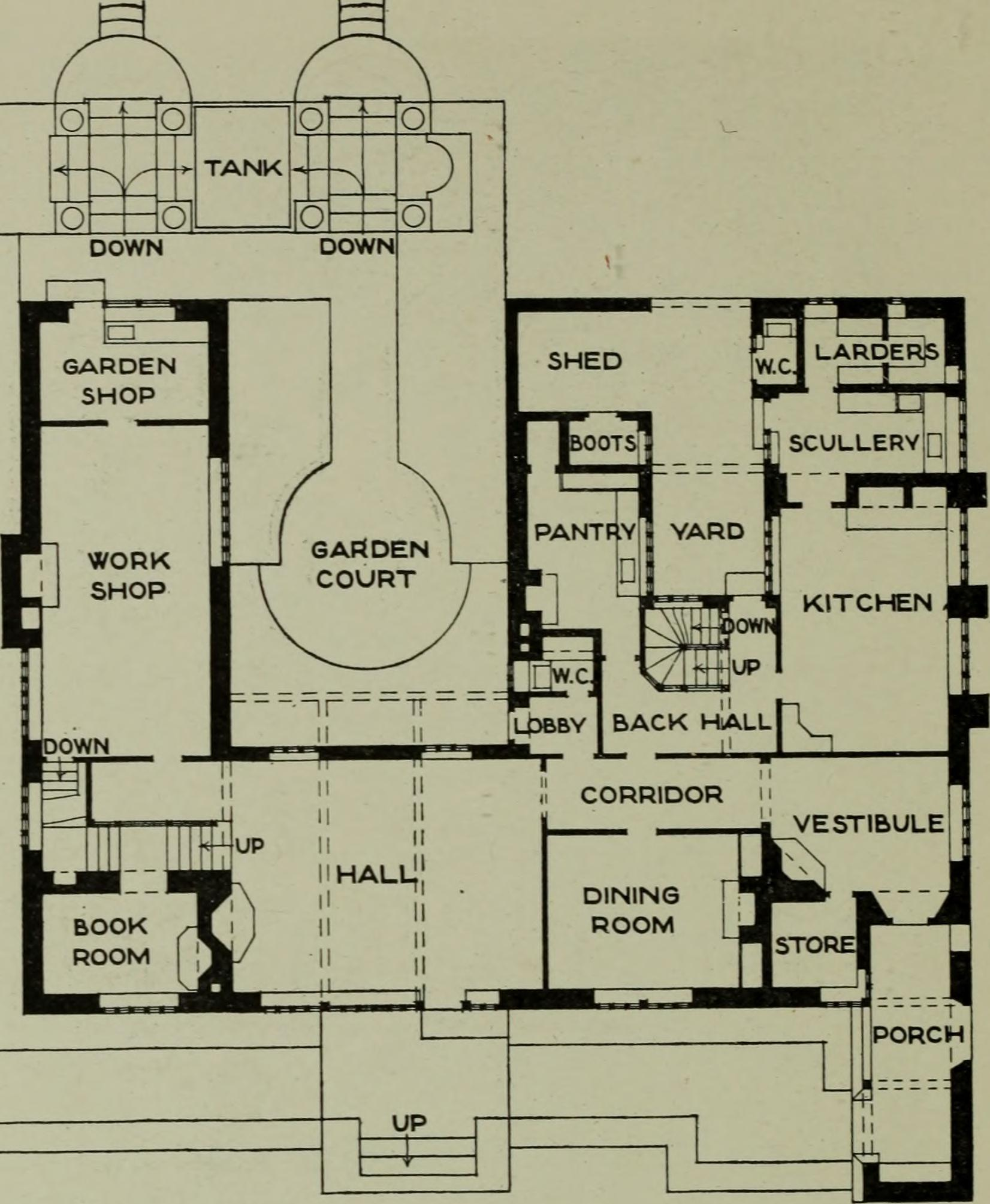
Plan du rez-de-chaussée de la maison

Lors de la première rencontre de Jekyll avec Lutyens en 1889, elle l'invite à Munstead Wood et leur collaboration commence. Ils explorent l'architecture vernaculaire locale, rassemblant des idées pour la construction de la maison de Jekyll . Son premier bâtiment pour elle est The Hut  un chalet construit sur le terrain de Munstead Wood en 1895. Jekyll l'utilise comme atelier  et y vit jusqu'à ce que Lutyens achève la maison principale en 1897. Alors que la maison est encore en construction, Lutyens obtient une autre commande plus importante à Surrey, Orchards, car ses futurs clients ont été impressionnés par Munstead Wood lorsqu'ils sont passés devant le chantier de construction . Jekyll vit à Munstead Wood jusqu'à sa mort en 1932 .

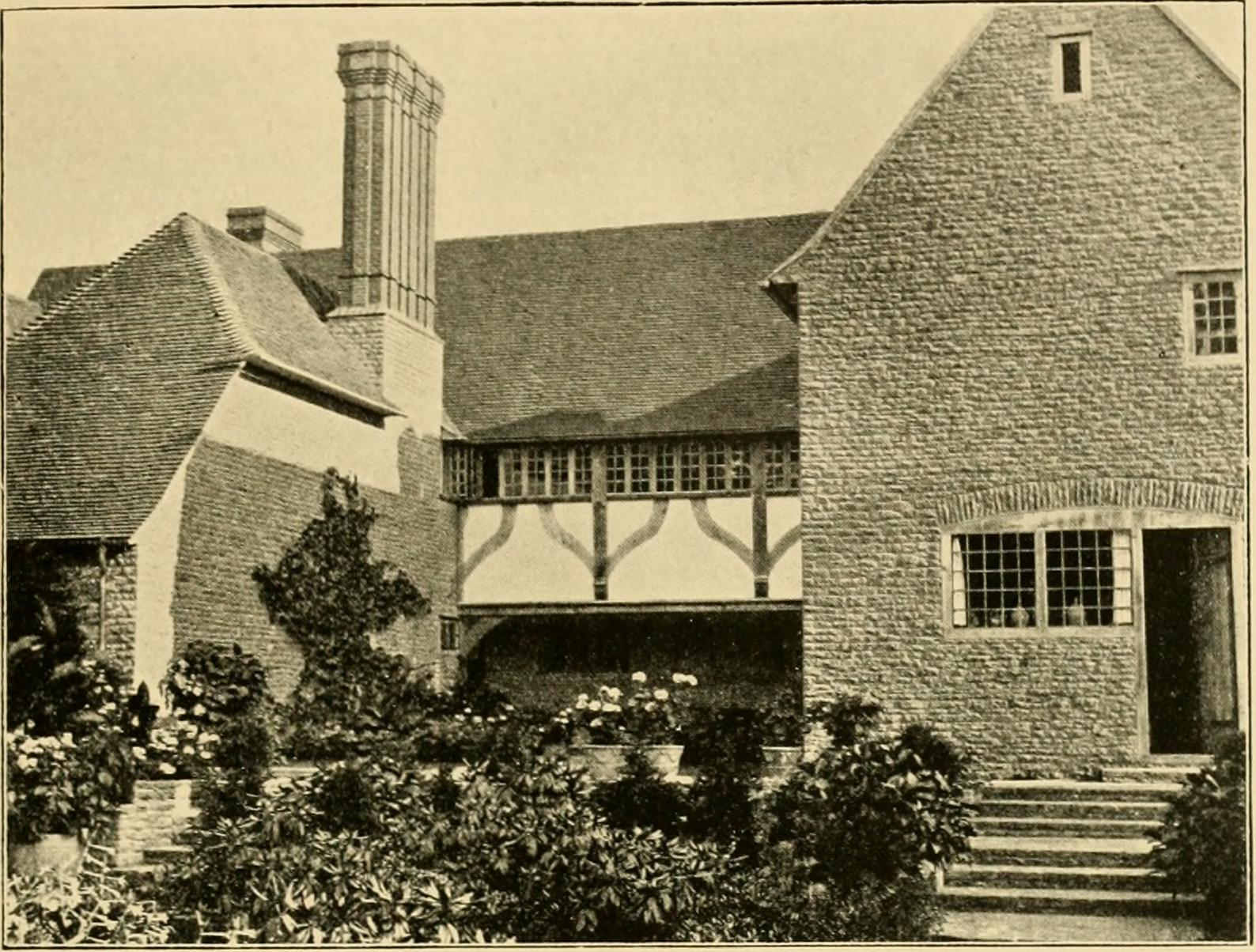
Vue du nord, avec jardin central et galerie en surplomb, 1900

La maison est construite en forme de U autour d'une cour ouverte sur son côté nord. L'aile ouest contient les ateliers de Jekyll et à l'est se trouve une aile de service. Au sud de la maison, coté jardin, le toit de tuiles descend jusqu'au sommet du rez-de-chaussée, interrompu par deux grands pignons . A droite de cette élévation, une étroite aile de porche en saillie vers le sud présente une arche, l'entrée principale de la maison, sur son côté est, où cette aile forme le prolongement de la façade est de la maison .
La maison est construite en pierre locale de Bargate, doublée à l'intérieur de briques. Les fenêtres à battants sont placées au ras des murs extérieurs pour maximiser les appuis de fenêtre internes . Les bois de chêne sont largement utilisés . Ceux-ci ont été obtenus à partir de chênes locaux  argentés à l'aide d'un traitement à la chaux chaude . l y a aussi une grande cheminée à capuchon  et un escalier peu profond menant à une longue galerie à poutres en chêne  surplombant la cour centrale .
Les autres bâtiments au nord et à l'ouest de Munstead Wood sont des propriétés distinctes. Outre la cabane, il s'agit à l'origine du belvédère de Jekyll, de la remise, de la maison du jardinier et des écuries. La scission et la vente en tant que propriétés séparées sont réalisées en 1948 par le neveu de Jekyll, Francis Jekyll, qui a vécu dans la maison après sa mort en 1932. Il conserve cependant The Hut et y vit jusqu'à sa propre mort en 1965 .

## Cénotaphe de Sigismonde

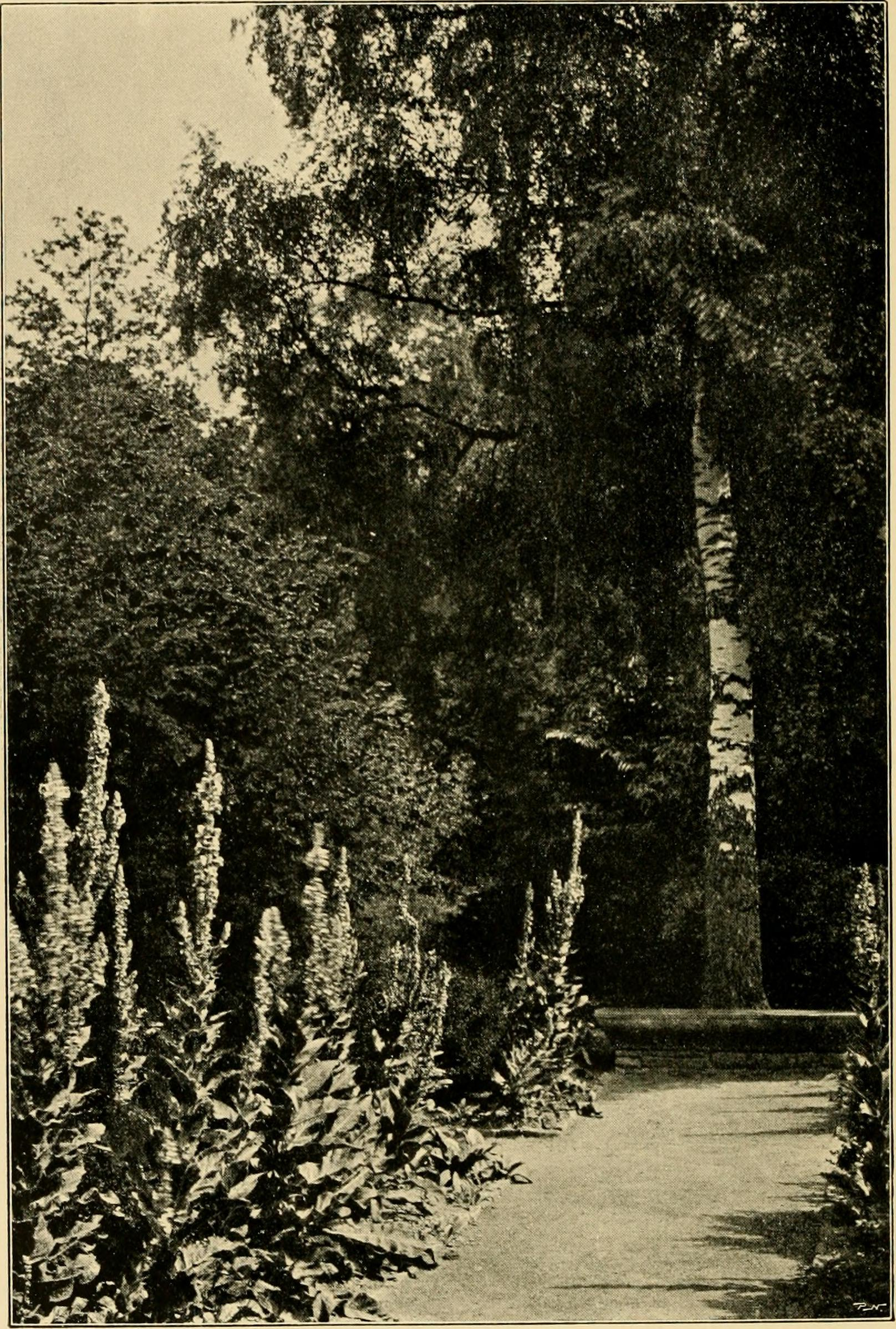
Le Cénotaphe de Sigismonde (vu au bout du chemin), 1900

Un siège de jardin construit par Lutyens pour Jekyll à Munstead Wood, composé d'un grand bloc d'orme posé sur la pierre, est «baptisé» le cénotaphe de Sigismunda par leur ami Charles Liddell . Il est bibliothécaire au British Museum  et cousin d'Alice Liddell, la fille qui a inspiré les aventures d'Alice au pays des merveilles . Il fait probablement référence à l'histoire tragique de la fille du roi Tancrède, Sigismonde  du Décaméron de Giovanni Boccace .

### Le Cénotaphe, Whitehall
En 1919, le Premier ministre, Lloyd George, demande à Lutyens de concevoir un catafalque pour servir de structure commémorative temporaire à Whitehall, Londres. Rappelant le terme qu'il a entendu pour la première fois à Munstead Wood, Lutyens propose qu'un cénotaphe serait plus approprié. Sa proposition est acceptée et utilisée à la fois pour la structure de 1919 et son remplacement permanent en 1920, Le Cénotaphe  qui devient par la suite le principal mémorial de guerre du Royaume-Uni. À Munstead Wood, il ne reste qu'une copie du siège d'origine . Lutyens a ensuite conçu des dizaines d'autres monuments aux morts, notamment le Busbridge War Memorial à l'extérieur de l'église du village voisin, dont la commande semble être née de ses relations avec la famille Jekyll.